# Hoplorana fuscovestita
Hoplorana fuscovestita är en skalbaggsart som beskrevs av Stefan von Breuning 1971. Hoplorana fuscovestita ingår i släktet Hoplorana och familjen långhorningar.
Artens utbredningsområde är Madagaskar. Inga underarter finns listade i Catalogue of Life.